# رازليق
رازليق هي قرية في مقاطعة سراب، إيران. عدد سكان هذه القرية هو 1,656 في سنة 2006.